# Dicranomyia tseni
Dicranomyia tseni är en tvåvingeart som först beskrevs av Alexander 1938.  Dicranomyia tseni ingår i släktet Dicranomyia och familjen småharkrankar. Inga underarter finns listade i Catalogue of Life.